# Relaciones Santa Lucía-Venezuela
Las relaciones Santa Lucía-Venezuela se refieren a las relaciones internacionales que existen entre Santa Lucía y Venezuela.

## Historia
En julio de 1998, el presidente venezolano Rafael Caldera asistió a la Asamblea de la Comunidad del Caribe (CARICOM) organizada en Santa Lucía, donde pudo reunirse con el presidente de Sudáfrica Nelson Mandela.
El 23 de febrero de 2018, Santa Lucía votó a favor de una resolución de la Organización de Estados Americanos aprobada en una sesión extraordinaria que instaba al gobierno venezolano a reconsiderar la convocatoria de elecciones presidenciales y presentar un nuevo calendario electoral que haga posible la realización de elecciones con todas las garantías necesarias, y el 5 de junio volvió a votar a favor de una resolución en la cual se desconocen los resultados de las elecciones presidenciales del 20 de mayo donde se proclamó ganador a Nicolás Maduro.
En 2019 Santa Lucía reconoció a Juan Guaidó como presidente interino de Venezuela.